# Campylanthus pungens
Campylanthus pungens là một loài thực vật có hoa trong họ Mã đề. Loài này được Schwartz mô tả khoa học đầu tiên năm 1939.